# Diederik Samsom
Diederik Maarten Samsom (en neerlandés: ˈdidəˌrɪk ˈmaːrtən ˈsɑmsɔm, lit. 'Diederik Samsom.ogg', Groninga, 10 de julio de 1971) es un político holandés, y antiguo dirigente del Partido del Trabajo holandés.

## Biografía
Diederik Maarten Samsom nació el 10 de julio de 1971 en Groninga, Países Bajos. La familia se trasladó a vivir a Leeuwarden, donde su padre trabajaba como médico internista y su madre como fisoterapeuta.
Entre 1983 y 1989, asistió al liceo Stedelijk Gimnasium (un instituto municipal) en Leeuwarden. Allí se interesó por la física aplicada y marchó a la Universidad Técnica de Delft. Samsom se especializó en física nuclear y radiación. Graduado en mayo de 1997, obtuvo el título de ingeniero.
Implicado en los movimientos estudiantiles, Samsom militó en el ecologismo, uniéndose a Greenpeace en septiembre de 1995 como voluntario. Dirigió varias campañas y proyectos hasta que dejó la organización en diciembre de 2001. En ese momento, el PvdA se le acercó ofreciéndole responsabilidades políticas. También trabajó como CEO de Echte Energie, una pequeña compañía de energía verde, entre agosto de 2002 y enero de 2003.

## Trayectoria
Elegido diputado el 30 de enero de 2003, se mantuvo en el escaño hasta el 14 de diciembre de 2016. El 16 de marzo de 2012 fue elegido líder parlamentario así como primer secretario de su partido. Perdió la votación de líder del partido Laborista en diciembre de 2016 a manos de Lodewijk Asscher. Antes de su elección como parlamentario fue CEO de una compañía de energía verde y miembro destacado de Greenpeace Netherlands.
Samsom fue miembro del partido Laborista, de ideología socialdemócrata mientras era estudiante en Delft. Durante un tiempo dejó el partido, pero regresó en febrero de 2001. Fue candidato en las elecciones generales de Países Bajos en 2002, pero no salió elegido. El partido recuperó la mayoría de sus asientos en las elecciones de 2003 y Samsom salió elegido en la posición novena en la lista de candidatos. Ocupó su escaño en la Cámara de Representantes desde el 30 de enero de 2003.

### Ingeniero rojo
Junto con otros parlamentarios del PvdA, Staf Depla y Jeroen Dijsselbloem, hizo campañas bajo el nombre de Los ingenieros rojos.

### Parlamentario

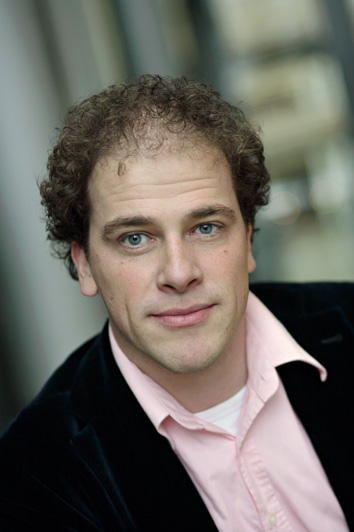
Diederik Samsom En 2006

Antes de ser admitido como el dirigente del partido Laborista, Samsom fue portavoz del partido en asuntos medioambientales: sostenibilidad, clima y energía, congestión de tráfico y asuntos de ferrocarril. Decimonoveno en la lista de candidatos en las elecciones generales de 2006, recibió 6248 votos de diferencia.

#### 2008 Silla Parlamentaria elección
En abril de 2008, Samsom fue un candidato para tener éxito Jacques Tichelaar cuando fractievoorzitter, pero finalmente pierda el voto ante Mariëtte Hamer. Jacques Tichelaar devenía el dirigente del partido parlamentario poco después de la 2006 elección general en febrero de 2007 pero cayó enfermo en enero de 2008. Tenga que experimentar un septuple bypass la cirugía y él le tomaron tres meses para recuperar. El 16 de abril, anuncie haya decidido dimitir de oficina para razones de salud. Planee regresar como parliamentarian el 1 de julio de 2008. Cuando vicio dirigente parlamentario Hamer había dirigido el partido en Tichelaar ausencia. Al día siguiente decida estar en cartelera oficina. Tres días más tarde, Samsom oficialmente anunció también compita en la carrera. Otros nombres estuvieron mencionados, pero únicos Samsom y Hamer decidió a vie para la posición. Todo 33 parliamentarians reunió dos días más tarde para hablar la posición y lanzar sus votos, resultando en una victoria para Hamer.

#### Jefatura del partido

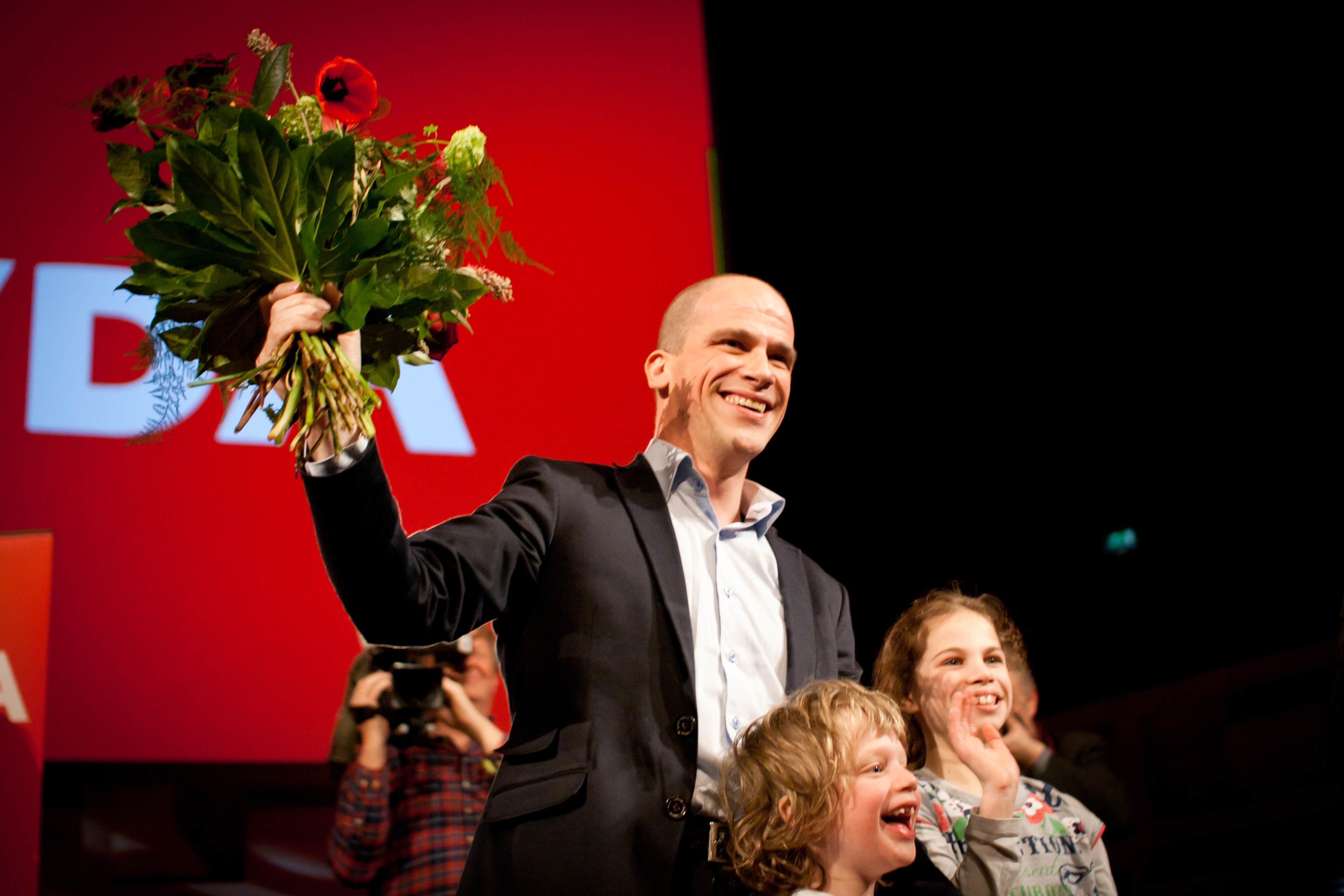
Samsom tras su victoria en la elección como líder del partido en febrero de 2012.

El 22 de febrero de 2012, siguiendo la dimisión de Trabajo Cohen cuando dirigente de partido, Samsom estuvo en la elección de liderazgo del partido, el cual estuvo aguantado entre los miembros de partido. El 16 de marzo de 2012, gane la elección por un derrumbe con 54% del voto, con el subcampeón Ronald Plasterk recibiendo 32% del voto. Samsom Declaró le gustaría devenir el primer ministro, o otherwise continuar su función de presidente de su partido en la Cámara de Representantes.
Las encuestas sugieren que el partido Laboral perdió la mayoría de su base electoral mientras Samsom era en cargo. El 9 de diciembre de 2016 Samson perdió el liderazgo del Partido Laboral en una elección contra Lodewijk Asscher. Obtenga 45,5% del voto. Samson dimitió de la Cámara de Representantes el 14 de diciembre, y fue reemplazado por Rien der Velde. Attje Kuiken le sustituyó como líder del grupo parlamentario en la Cámara de Representantes el 12 de diciembre. En 2014 fue invitado a la reunión anual del Grupo Bilderberg.